# 清水昶
清水 昶（しみず あきら、1940年11月3日 - 2011年5月30日）は、日本の詩人、評論家。花火研究者の清水武夫は父、詩人の清水哲男は兄。

## 略歴
東京生まれ。同志社大学法学部政治学科卒業。在学中、正津勉らと詩誌「首」を創刊。1966年、第7回現代詩手帖賞受賞（選者：大岡信、入沢康夫、中江俊夫）。詩のほかに、文芸評論、俳句も書く。
2011年5月30日、心筋梗塞のため東京都武蔵野市の自宅で死去。70歳没。墓所は三鷹市野崎のメモリアルガーデン三鷹。

## 著書
- 暗視の中を疾走する朝 詩集 私家版 1964
- 長いのど 詩集 文童社 1966
- 少年 詩集 永井出版企画 1969
- 朝の道 詩集 永井出版企画 1971.12
- 詩の根拠 評論集 冬樹社 1972
- 清水昶詩集 思潮社 1973（現代詩文庫）
- 野の舟 詩集 河出書房新社 1974（叢書・同時代の詩）
- 詩の荒野より 小沢書店 1975
- 石原吉郎 国文社 1975（深淵選書）
- 新しい記憶の果実 詩集 青土社 1976
- 抒情の遠景 アディン書房 1976
- 夜の椅子 詩集 アディン書房 1976.10
- ふりかえる未来 九芸出版 1978.7
- 太宰治論 思潮社 1979.6
- 自然の凶器 小沢書店 1979.7
- 泰子先生の海 詩集 思潮社 1979.10
- 清水昶詩集 国文社 1979.1
- 新選清水昶詩集 思潮社 1980.2（新選現代詩文庫）
- 三島由紀夫 荒野からの黙示 小沢書店 1980.10
- 詩人の肖像 思潮社 1981.8
- ワグナーの孤独 詩集 思潮社 1981.12
- だれが荷物をうけとるか 永島慎二画 造形社 1983.2（シリーズ詩画物語 ; 去）
- 片目のジャック 詩集 思潮社 1983.7
- 書斎の荒野 白地社 1984.2
- 楽符の家族 思潮社 1985.8
- 詩は望郷する 小沢書店 1985.8
- ぼくらの出発 詩的一九六〇年代記 思潮社 1987.1
- 詩人石原吉郎 海風社 1987.12
- 学校 詩集 思潮社 1988.7
- Happy birthday 思潮社 1988.7
- 百年 詩集 思潮社 1990.6
- さ迷える日本人 思潮社 1991.10
- ガリバーの質問 五柳書院 1993.7（五柳叢書）
- 詩人の死 思潮社 1993.9
- 天皇陛下の銀時計 邑書林 1995.5
- 続・清水昶詩集 思潮社 1995.12（現代詩文庫）
- 芭蕉 詩集 砂子屋書房 1997.1
- 黒い天使 邑書林 1998.9
- 荒城の月 詩集 砂子屋書房 1999.8